# Mandiana (prefectura de Guinea)
Mandiana es una prefectura de la región de Kankan de Guinea, con una población censada en marzo de 2014 de 335 999 habitantes. Está formada por las siguientes subprefecturas, que igualmente se muestran con población censada en marzo de 2014:
- Balandougouba 28,686
- Dialakoro 63,051
- Faralako 23,954
- Kantoumania 11,711
- Kiniéran 37,877
- Kondianakoro 31,503
- Koundian 32,353
- Mandiana 22,719
- Morodou 28,431
- Niantania 14,523
- Saladou 18,246
- Sansando 22,945[1]